# Daniel Pinchbeck
Daniel Pinchbeck (ur. 15 czerwca 1966) – amerykański pisarz i publicysta żyjący w Nowym Jorku, skąd kieruje działalnością serwisu internetowego Reality Sandwich (www.realitysandwich.com). Jest autorem kilku książek na temat kultury psychodelicznej, wśród których jedna, Przełamując umysł, doczekała się wydania polskiego (nakładem wydawnictwa Okultura). Oprócz tego Pinchbeck jest felietonistą takich tytułów jak Wired, The Village Voice, Esquire, Rolling Stone i The New York Times.

## Idee
Pinchbeck dorastał w atmosferze kontrkulturowego fermentu, który panował w Nowym Jorku w latach 60. i 70. Jego ojciec był malarzem-abstrakcjonistą. Będąc już dorosłym człowiekiem, nie przejawiał wielkiego zainteresowania duchowością, aż do momentu, w którym zainteresował się poważniej psychodelikami. Proces swojej przemiany wewnętrznej opisał w swojej debiutanckiej książce, Przełamując umysł.
W Przełamując umysł, Pinchbeck relacjonuje swoje doświadczenia z szamanizmem, opisując ceremonie z użyciem ibogainy i ayahuaski, w których uczestniczył. W dalszej części książki opowiada także o swoim udziale w festiwalu Burning Man w Nevadzie, pokazując jak substancje psychodeliczne funkcjonują we współczesnym, wysoce stechnicyzowanym społeczeństwie.